# Karsten Danzmann
Karsten Danzmann (Rotenburg an der Wümme, 6 de fevereiro de 1955) é um físico alemão. Trabalha com a investigação da prova de ondas gravitacionais e no desenvolvimento das  tecnologias laser necessárias para sua captação.

## Vida e obra
Danzmann estudou de 1973 a 1977, obtendo o diploma em física na Universidade Técnica de Clausthal e na Universidade de Hanôver, onde obteve um doutorado em 1980. A partir de 1978 foi wissenschaftlicher Mitarbeiter no Instituto de Física do Plasma em Hanôver, e a partir de 1982 pesquisador visitante da Deutsche Forschungsgemeinschaft (DFG) na Universidade Stanford. De 1983 a 1986 esteve na Physikalisch-Technische Bundesanstalt (PTB) em Berlim. De 1986 a 1990 foi Professor Assistente em Stanford e depois até 1993 Diretor do Projeto Ondas Gravitacionais no Instituto Max Planck de Óptica Quântica em Garching bei München. A partir de 1993 foi Professor em Hanôver e diretor do Instituto de Física Atômica e Molecular (a partir de 2005 denominado Instituto de Física Gravitacional), e a partir de 1994 ao mesmo tempo Diretor do ramo do Instituto Max Planck (MPI) de Óptica Quântica em Hanôver. A partir de 2002 este último faz parte do Instituto Albert Einstein (Instituto Max Planck de Física Gravitacional), com a seção teórica em Golm. Danzmann foi ao mesmo tempo diretor do MPI de Física Gravitacional.
Em Hanôver é, desde a década de 1990, diretor do experimento alemão-britânico GEO 600 (localizado em Ruthe, Sarstedt) para a prova de ondas gravitacionais com interferometria laser. Também dirige pela parte europeia o desenvolvimento do próximo detector para observação de ondas gravitacionais, a missão por satélite LISA, programada para 2015.
Danzmann é membro da Akademie der Wissenschaften und der Literatur Mainz. Em 1991 recebeu o Max-Planck-Forschungspreis em parceria com James Hough, Universidade de Glasgow. É também membro da Akademie der Wissenschaften in Hamburg.